# 紅點洱尺蛾
紅點洱尺蛾（学名：[Trichopterigia rubripuncta] 错误：{{Lang}}：文本有斜体标记（帮助））为尺蛾科洱尺蛾屬下的一个种。